# Walter Pater

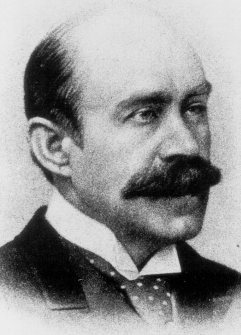
Walter Pater

Walter Horatio Pater (* 4. August 1839 in Shadwell in einem heutigen Londoner Stadtteil; † 30. Juli 1894 in Oxford) war ein englischer Essayist und Kritiker.

## Leben
Walter Pater wurde als zweiter Sohn des Arztes Richard Glode Pater in Shadwell geboren. Nach dem Tod seines Vaters (Walter war noch ein Kleinkind) zog die Familie nach Enfield. Im Jahre 1853 wurde er an die King’s School in Canterbury geschickt. Beeinflusst wurde der Schüler dort durch die Architektur der Kathedrale und John Ruskins Moderne Maler, worauf es ihn eine Zeitlang zum Studium der Bildenden Künste hinzog. Er erlangte ein Stipendium für Oxford und studierte dort ab 1858 am Queen’s College.
Sein Leben als Kollegiat war ereignisarm; Pater war scheu und ein ausgesprochener Buchmensch, sodass er nur wenige Freundschaften schloss. Auch sein später ausgebildeter literarischer Geschmack war noch nicht erkennbar. Der Geisteswissenschaftler Benjamin Jowett erkannte sein Potential und bot ihm Privatunterricht an. Obwohl Pater sich für ihn eher enttäuschend entwickelte, schloss er sein Literaturstudium 1862 mit der zweithöchsten Bewertungsstufe ab.
Nach seinem Abschluss ließ Pater sich in Oxford nieder und unterrichtete Privatschüler. Als Kind hatte er mit dem Gedanken gespielt, der Anglikanischen Kirche beizutreten, aber in Oxford war sein christlicher Glaube erschüttert worden. Zur Zeit seines Abschlusses dachte er daran, unitarischer Geistlicher zu werden, ließ aber auch von diesem Gedanken wieder ab. Als ihm eine Wissenschaftlerstelle am Brasenose College angeboten wurde, schlug er die Universitätslaufbahn ein.
Walter Pater empfand das Akademikerleben jedoch schließlich als lähmend. Seit dem Beginn seiner Karriere erweiterte sich seine Interessenssphäre; er entwickelte Interesse an der Literatur und begann Artikel sowie Kritiken zu schreiben. Seine erste Arbeit, die im Druck erschien, war ein kurzer Essay über Coleridge, ein Beitrag im Westminster Review 1866. Einige Monate später (Januar 1867) erschien in derselben Zeitschrift sein Essay zu Winckelmann, der erste Ausdruck seines Idealismus.
Im folgenden Jahr erschien seine Untersuchung über „Ästhetische Dichtung“ im Fortnightly Review, später folgten Essays zu Leonardo da Vinci, Sandro Botticelli, Giovanni Pico della Mirandola und Michelangelo. Diese und einige ähnliche Aufsätze wurden 1873 in seinem Buch Studien zur Geschichte der Renaissance gesammelt. Pater, der jetzt den Mittelpunkt eines kleinen Kreises in Oxford bildete, erwarb sich Anerkennung in London und andernorts; unter anderem zählte er die Präraffaeliten zu seinen Freunden.
Anfang 1885 erschien Paters philosophischer Roman Marius der Epikureer, sein Hauptbeitrag zur Literatur. In diesem Werk stellt Pater sein Ideal des ästhetischen Lebens umfassend ausgearbeitet dar: seinen Schönheitskult im Gegensatz zum blanken Asketentum und seine Theorie einer stimulierenden Wirkung des Strebens nach Schönheit als Ideal eigenen Rechts. Die Grundideen der späteren Ästhetischen Bewegung lassen sich in Teilen auf Pater zurückführen. Sein Einfluss ist besonders deutlich bei einem der prominentesten Vertreter der Bewegung, Oscar Wilde, der einst Schüler Paters in Oxford war.
Im Jahre 1887 veröffentlichte Pater Imaginary Portraits, vier essayistische Biographien erfundener Personen, 1889 Appreciations, with an Essay on Style, 1893 Plato and Platonism und 1894 The Child in the House. Seine Greek Studies und seine Miscellaneous Studies wurden postum im Jahre 1895 gesammelt, sein nachgelassener Roman über Gaston de Latour erschien 1896, und seine Essays aus dem „Guardian“ wurden 1897 privat verlegt. Eine Gesamtausgabe seiner Werke erschien im Jahre 1901.
In den 1890er Jahren übte Pater beträchtlichen Einfluss in der Kulturszene aus. Seinen guten Bekannten zufolge wuchs aber auch seine religiöse Begeisterung wieder. Bevor diese Religiosität einen prägenden Einfluss auf sein Werk nahm, starb er jedoch mit 55 Jahren an rheumatischem Fieber. Er liegt auf dem St.-Giles-Friedhof in Oxford begraben.
Der Perfektionist Pater schrieb nur unter großer Anstrengung und korrigierte seine Arbeit stets pedantisch. Sein literarischer Stil, heiter und kontemplativ, lässt (mit den Worten Gilbert Keith Chestertons) ein „enormes Streben nach Unparteilichkeit“ ahnen. Reichtum und Tiefe seiner Sprache passten zu seiner Lebensphilosophie, die von einer Sehnsucht geprägt war, „mit einer harten, edelsteinartigen Flamme zu brennen“ und in Harmonie mit dem Höchsten zu leben.